# 로터스 엘레트라
로터스 엘레트라(영어: Lotus Eletre)는 로터스 자동차에서 2023년부터 생산 예정인 고성능 배터리 전기 중형 럭셔리 크로스오버 SUV이다. 2022년 3월 29일 회사의 첫 양산 SUV이자 중국에서 생산된 첫 번째 차량으로 공개되었다.

## 개요
로터스 장 마크 게일스의 당시 CEO가 구상한 Lotus SUV 프로젝트는 원래 2016년에 등장하였다. 이 프로젝트 이전에 로터스 자동차는 회사가 만든 첫 번째 SUV인 2006 로터스 APX 컨셉트 크로스오버 SUV를 공개했다. 2020년에는 신형 SUV 프로젝트의 내부 코드네임이 '람다'이며, 2022년 모델이 공개될 예정인 것으로 밝혀졌다.2021년 후반에 SUV의 티저가 공개되고 모델의 코드네임 '타입 132'가 공개되었다.2022년 2월 로터스 자동차는 더 많은 티저를 보여주고 SUV가 2022년 3월 29일에 데뷔할 것이라고 밝혔다.
정식 데뷔를 앞두고 지난 3월 8일 지식재산청이 공개한 3D 특허는 로터스 타입 132를 공개해 SUV의 쿠페 같은 디자인을 선보였다.그 달 말, 타입 132의 최종 생산 이름은 모두 'E'로 시작하는 다른 양산형 로터스 자동차의 모델 명판과 일치하는 '엘레트라'로 밝혀졌다.차명은 "(도착) 생명"을 의미하는 헝가리어 "életre"에서 파생되었다.
엘레트라는 코번트리의 지리 디자인 스튜디오에서 설계되었으며 중국 우한시에서 생산된다.

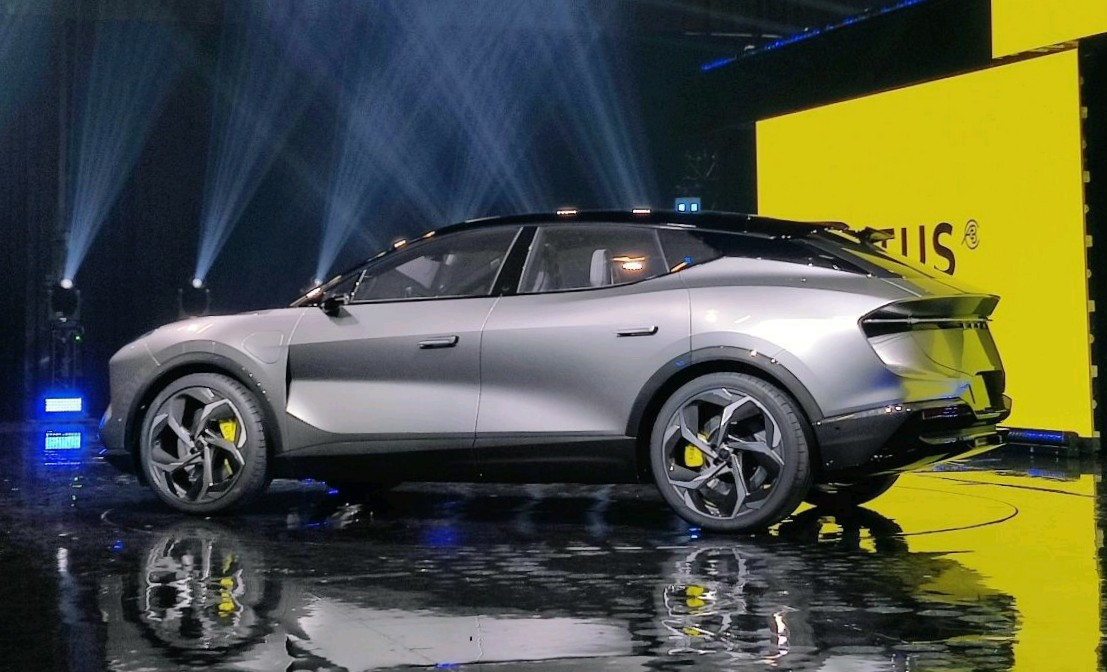
후면
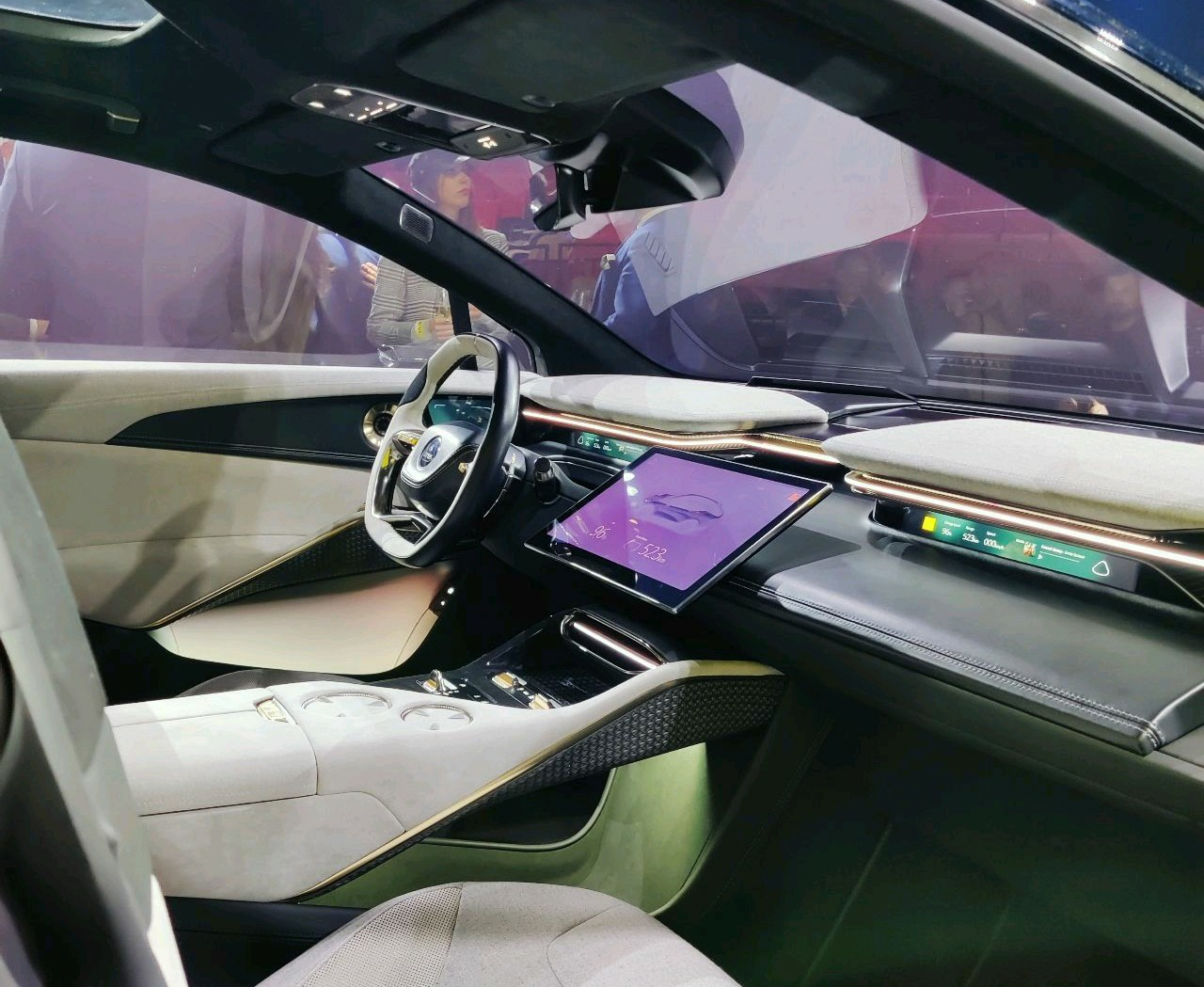
내부

## 사양

### 배터리 및 차대
트림 레벨은 92~120kWh 범위의 배터리 팩으로 제공되며 출력은 600 and 750 hp (450 and 560 kW; 610 and 760 PS)이다. 특정 모델의 0–100 km/h (0–62 mph) 시간은 3초 미만이며차량의 목표 최대 WLTP 주행 범위는 600 km (370 mi)이다.
엘레트레는 회사의 미래 C-세그먼트 및 E-세그먼트 전기 모델을 위한 로터스 프리미엄 아키텍처를 기반으로 한다. 타입 132 이후에는 SUV 2대와 스포츠카 1대가 추가 출시될 예정이다.

### 기술
로터스 자동차에서 공개한 티저 영상에서 LiDAR 센서가 엘레트라의 지붕에서 솟아오르는 모습을 보여주며 티저를 통해 디지털 사이드 미러와 플로팅 인포테인먼트 시스템을 보여준다.

## 타입 134
타입 134는 더 작은 EV SUV이다.